# Primera guerra de Bremen
La primera guerra de Bremen fue un conflicto entre Suecia y la ciudad hanseática de Bremen que condujo a una guerra entre los años 1653 y 1654.

## Historia de Bremen
Suecia recibió el ducado de Bremen después de la paz de Westfaliana, pero esta ciudad, que tradicionalmente había disfrutado de un amplio auto-gobierno, fue expulsada del ducado en 1646, cuando quedó claro que se le sería renunciada a Suecia. Sin embargo, la tardía carta de liberación de Bremen no fue reconocida por Suecia, lo que provocó una consiguiente relación tensa y poco clara entre Bremen y el Reino de Suecia durante las décadas posteriores. 
Durante la paz de Westfaliana, Suecia se había comprometido a mantener intactas las viejas libertades eclesiásticas y políticas de Bremen. Sin embargo, más adelante reclamó cierta superioridad (reclamaba, entre otras cosas, un tributo periódico y tener una tripulación en la ciudad).
El progreso de la guerra
A finales de marzo de 1654, la reina Kristina Hans Kristoff Königsmarck, gobernadora de la zona, ordenó la ocupación de Burg, ciudad situada al norte de Bremen. Kristina abdicó y Karl X Gustav buscó un rápido final del conflicto. En el otoño de 1653, Königsmarck habría pedido permiso a la Reina para construir una serie de poderosas barcazas cerca de la ciudad. Sin embargo, Kristina aceptó la propuesta sin escuchar primero la opinión del Consejo. Königsmarck tenía la intención de construir la primera presa en Burg, ya que se necesitaba distinción, en el lado este del río Elba. 
A partir de ahí, los suecos pudieron controlar todo el transporte desde el Mar del Norte hasta la ciudad. Los residentes de Bremen tuvieron conocimiento de los planes y se apresuraron a construir un cobertizo en la posición escogida por los suecos. En el dique pusieron una tripulación fuerte y varios cañones, lo cual Königsmarck no pudo aceptar. Por lo tanto, se dispuso a asediar el seto y lo expuso al fuego de cañones durante mucho tiempo. 
El 2 de abril de 1654, sobrevino la capitulación. Königsmarck  permitió construir algunas barcazas más a lo largo del río Elba para controlar la navegación. Esto no impidió que las tropas suecas en el noroeste de Alemania se organizaran en primavera para atacar Bremen.
Por parte de los habitantes de la ciudad, se llevó a cabo una movilización y se proveyeron con armas. A esta fuerza civil se incorporaron 3500 soldados. En la noche del 14 de julio, atacaron Burg. Por consiguiente, comenzaron a saquear la zona del sur de la ciudad. 
Los suecos decidieron vengar la derrota y reforzar su artillería. Un escuadrón de 1.500 hombres fue enviado a Alemania. Incorporaron soldados adicionales de Pomerania y, a mediados de agosto, 3.000 soldados de infantería suecos y 500 jinetes marcharon hacia Burg. Una vez llegados al destino, los cañones suecos comenzaron a disparar y el 5 de septiembre, la guarnición enemiga se rindió. Al mismo tiempo, gran parte del ejército sueco había invadido Bremen y estaba listo para atacar la ciudad cuando los ciudadanos; finalmente, tomaron la decisión de cesar el enfrentamiento y retirarse.
La recesión en Stade
Debido a la recesión, la ciudad de Bremen se mantuvo bajo el control del Reino de Suecia de la misma manera que lo había hecho con los antiguos arzobispos de Bremen.
- Datos: Q66458784